# Cefir
Cefir je fina bombažna vzorčasta tkanina v platnovi vezavi. Največkrat je progasta, lahko je tudi karirana. Iz nje izdelujejo srajce, pižame, bluze in ženske obleke.